# Sophie de Prusse (1582-1610)
Sophie de Prusse (31 mars 1582 – 24 novembre 1610) est une princesse allemande du Duché de Prusse et membre de la Maison de Hohenzollern.

## Biographie
Sophie est la fille d'Albert-Frédéric de Prusse, et de Marie-Éléonore de Clèves. Elle est courtisée par Guillaume Kettler, fils de Gotthard Kettler de Courlande et de Anna de Mecklembourg-Schwerin. Leur contrat de mariage est signé à Königsberg, le 5 janvier 1609. Sophie est décédé le 24 novembre 1610, quatre semaines après la naissance de son fils, Jacob Kettler, qui, plus tard, succède à son oncle paternel Frédéric Ier Kettler en tant que duc de Courlande.